# Luis Beltrán (Río Negro)

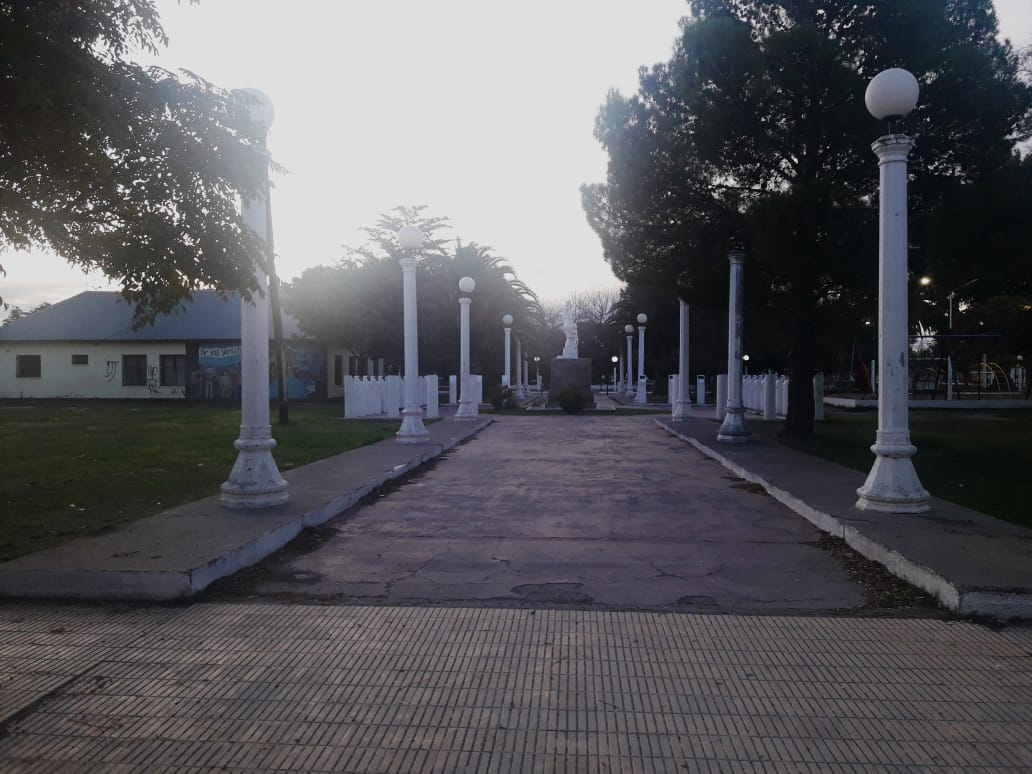
Plaza de Las Madres- Luis Beltrán

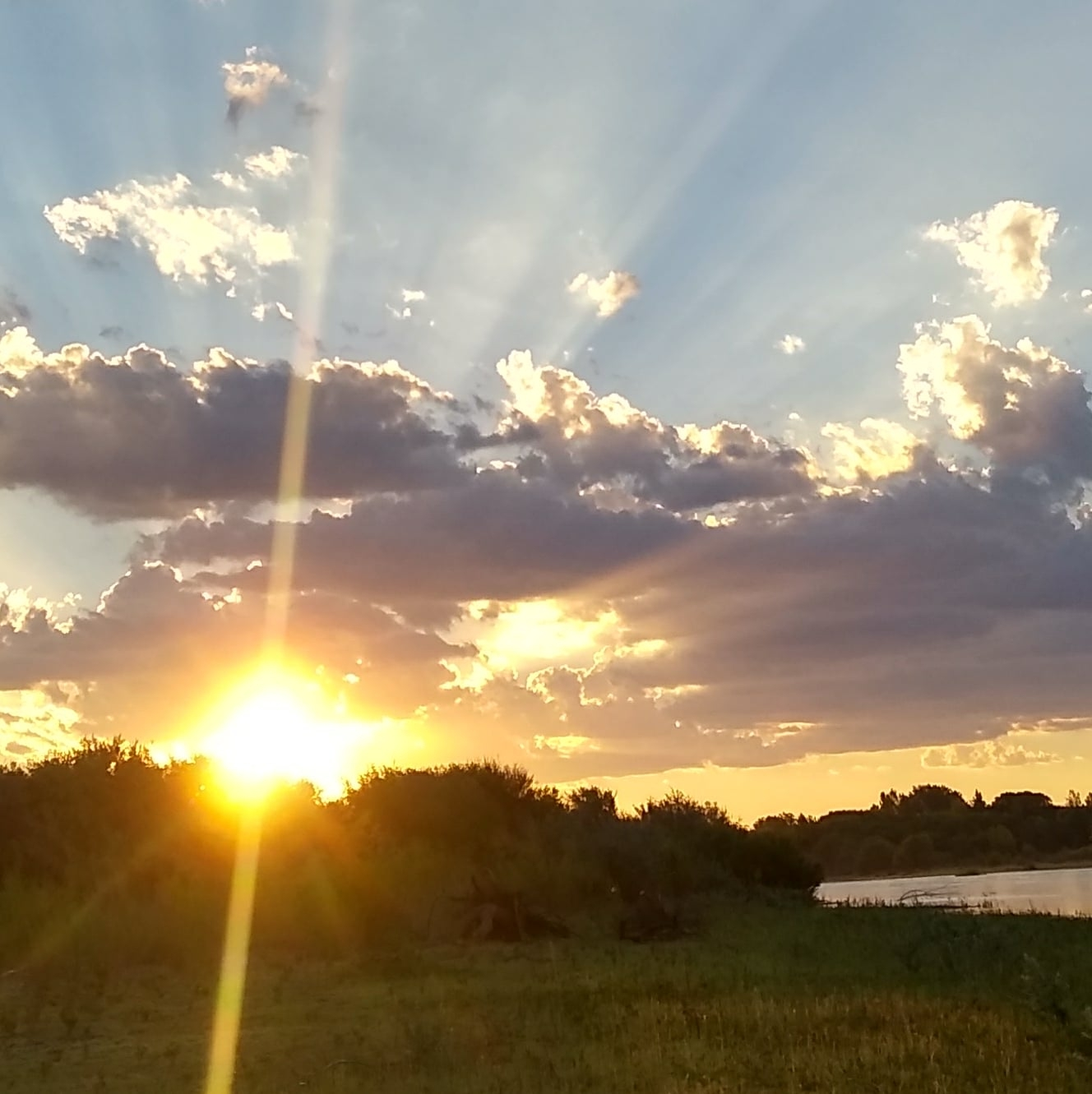
Atardecer a orillas del río Negro, Luis Bletrán

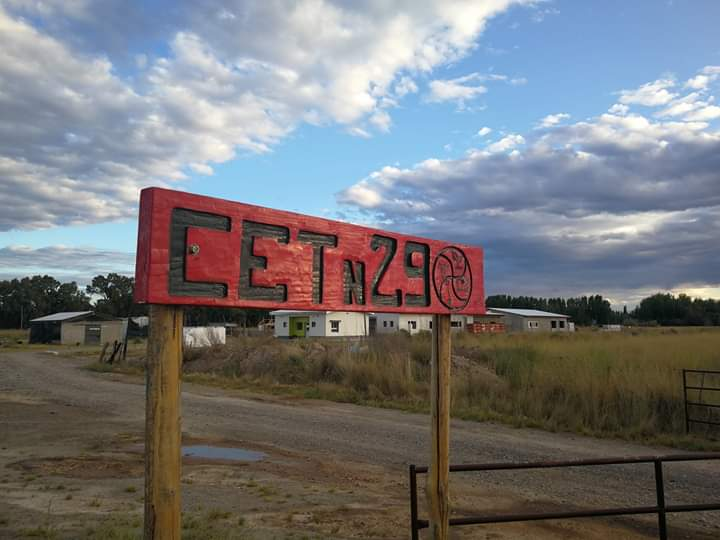
CET Nº29

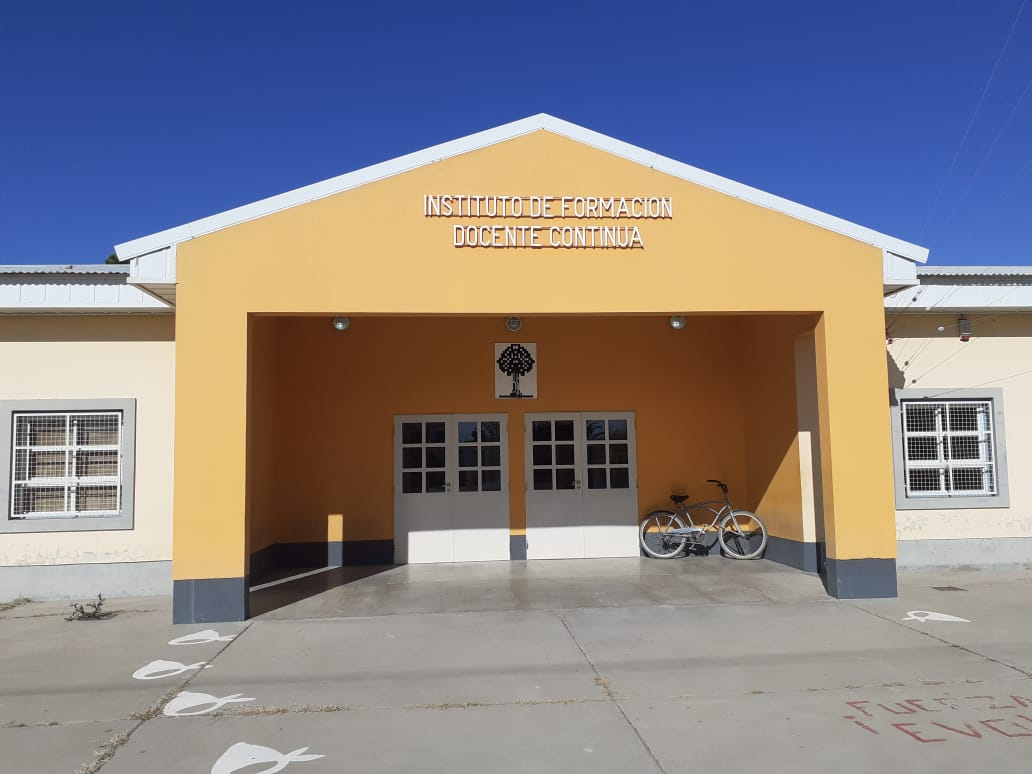
IFDC de Luis Beltrán, institución educativa que recibe a estudiantes de diferentes zonas del Valle Medio y de la provincia.

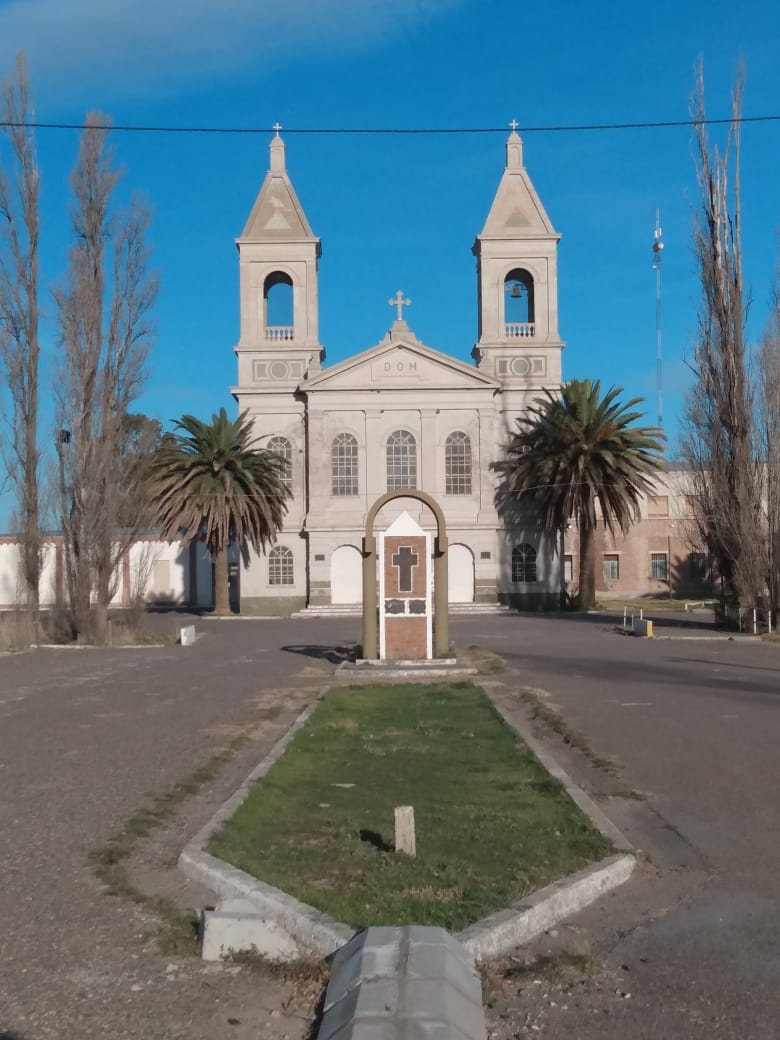
Iglesia Sagrado Corazón de Jesús, obra de los padres Salesianos en Luis Beltrán.

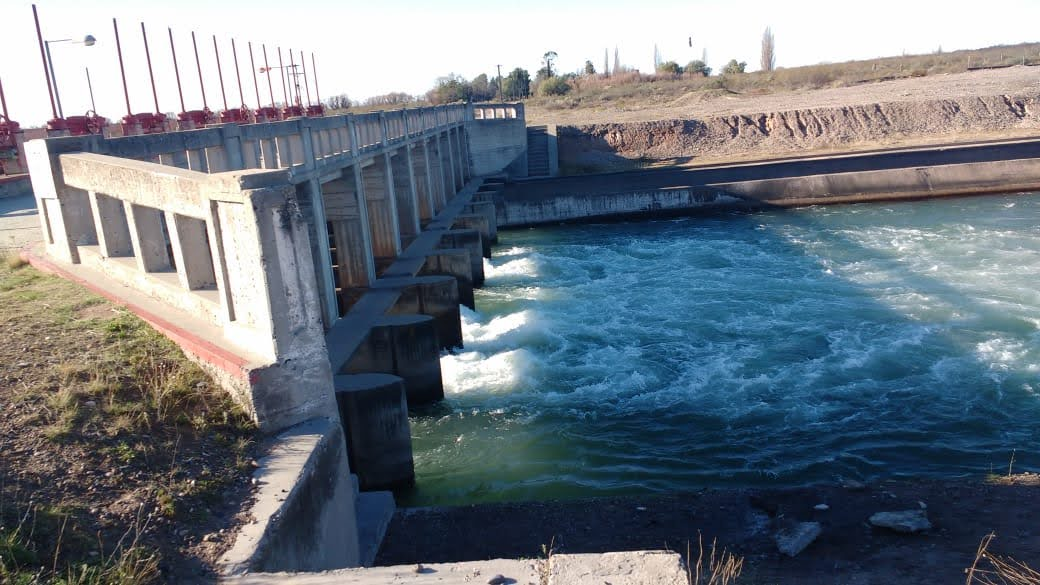
Canal Partidor de Luis Beltrán.

Luis Beltrán es una ciudad del departamento Avellaneda, en la provincia de Río Negro, Argentina.
Se encuentra en la zona de Valle Medio del río Negro, dentro de la Isla Grande de Choele Choel. Se accede por ruta provincial 7, que se conecta a la ruta nacional 250, la cual converge en la RN 22.

## Población
Contó con 5603 habitantes (Indec, 2010), lo que representó un incremento del 9,5% frente a los 5116 habitantes (Indec, 2001) del censo anterior.
El censo 2022 arrojó 3.453 viviendas con una población estable de 8.087 habitantes en el municipio.
| Gráfica de evolución demográfica de Luis Beltrán entre 1991 y 2022 |
|                                                                    |
| Fuente: Censos nacionales del INDEC                                |

## Toponimia
El primer nombre que tuvo la villa, fue el de «Villa Galense», luego «Tir Pentre» —que en galés significa «tierra de aldea»— y Chacra de Reserva, en homenaje a las familias de ese origen provenientes del Chubut. Hacia 1903, Edward Owen "Maes Llaned" estaba dirigiendo las obras de canalización en la zona de Choele Choel. Owen es considerado como el fundador de la colonia galesa rionegrina. Owen se trasladó a Río Negro a pedido del gobernador del Territorio Nacional José Eugenio Tello, que había sido también gobernador del Chubut. Junto a él llegaron unos setenta hombres con sus familias provenientes de la colonia galesa del valle del Chubut.
Por un decreto del 14 de febrero de 1911, le fue impuesto el nombre de Luis Beltrán, en homenaje al fraile y teniente coronel que formó parte del Ejército de los Andes. Se cree que se llamó originariamente «Fray Luis Beltrán» y años después se eliminó el vocablo Fray, para evitar confusiones con la localidad santafesina o mendocina de igual nombre, pero esto es un mito: siempre se llamó Luis Beltrán.

## Clima
Temperatura media anual: alrededor de 15 °C
Humedad relativa promedio anual: alrededor del 55%
Precipitaciones anuales: alrededor de 250 mm.

## Ciudades hermanadas
- Hoyocasero, Ávila, España.

## Parroquias de la Iglesia católica en Luis Beltrán
| Diócesis  | Viedma                   |
| --------- | ------------------------ |
| Parroquia | Sagrado Corazón de Jesús |

## Los colonos galeses
Luis Beltrán, junto con Pomona y Lamarque se encuentran dentro de la isla Grande de Choele Choel y fue fundada por los colonos galeses, entre otros, quienes llegaron a la zona en el año 1902. Junto con los pobladores de la zona, los galeses iniciaron la construcción de los primeros canales para riego en base al proyecto y con la dirección del Ingeniero Eduardo Owen. 
En mayo de 1879 habían arribado a la isla de Choele Choel tropas del ejército al mando del General Julio Argentino Roca; éste fue el primer paso del repoblamiento de estas tierras una vez finalizada la campaña militar en 1885; también fue necesaria la llegada del ferrocarril a partir de capitales británicos. Los trenes pondrían en contacto a Bahía Blanca y Neuquén;  que más tarde alentaría la  llegada de más pobladores al lugar atraídos por la agricultura y la ganadería, o en búsqueda de un horizonte prometedor.
Los primeros pobladores se instalaron en el actual Luis Beltrán sin mediar un plan de colonización por parte del Estado; recién en 1900 el gobernador del Territorio Nacional gestionó el fomento de una colonia agrícola, lo cual llevó a la enajenación de las tierras públicas, a la mensura y subdivisión de los lotes.
Los primeros pobladores se habían instalado de manera muy precaria en cercanías al río Negro; entre ellos había indios sometidos por el ejército, criollos que formaban parte del ejército expedicionario y también inmigrantes de origen chileno, español e italiano.
En el año 1902  se instalaron en la zona colonos galeses provenientes de Chubut, acción colonizadora encabezada por el gobernador Eugenio Tello. Inmediatamente los colonos galeses hicieron saber a las autoridades nacionales la necesidad del mejoramiento en el sistema de riego para cumplir con el objetivo de poner en producción las tierras. Asimismo los colonos comenzaron su organización institucional, siempre bajo la supervisión del Estado nacional que tenía como objetivo incorporar a los territorios nacionales, es así que el 30 de noviembre de 1911 el presidente Roque Sáenz Peña firmó un decreto por el cual se aprobó el trazado de manzanas y la división en solares de la chacra que llevara por nombre “Luis Beltrán”.
Hacia el año 1926 se llevó a cabo la mensura del territorio determinando lotes, manzanas y calles que formarían parte del trazado urbano. Evidentemente la mensura fue el requisito básico para que los vecinos pudieran obtener los títulos de propiedad sobre las tierras que habían adquirido.
La principal  obra en manos de los galeses tiene que ver con la construcción de los canales de riego, que servirán para regar los territorios destinados a la producción intensiva. El canal comenzó a funcionar en 1903, pero inconvenientes técnicos como la inexistencia de un sistema de drenaje para evitar la salinización de las tierras y el camino de recorrido del río, que se alejó de su lugar original obstaculizaron el desarrollo del regadío.
Fue recién en 1945 con la llegada de una empresa del Estado, Agua y Energía Eléctrica, que se inició la construcción del sistema de riego que la finalizó en 1952.
Al frente de muchas de estas obras que permitieron la incorporación de la ciudad al estado nacional, estuvo Nicolás “Casito” Costanzo.

## Nicolás "Casito" Costanzo, un ciudadano ilustre
Hijo de inmigrantes italianos nació en Lobos, provincia de Buenos Aires el 14 de agosto de 1918. Su infancia se desarrolló en la chacra n.° 11, sección 1 de Luis Beltrán, lugar en el que se relacionó con colonos galeses. Durante su adultez fue promotor de diferentes obras que a lo largo del tiempo beneficiarían a los pobladores de la localidad, tales como la construcción de los canales de riego, y la idea de asignar a Luis Beltrán como Centro Educacional del Valle Medio.
Fue legislador provincial entre 1958 y 1962, para más tarde ocupar el cargo de presidente del consejo municipal de Luis Beltrán en 1963 hasta 1967, cargo que volvería a ocupar desde 1983 y hasta 1985. Dentro de sus gestiones como legislador se destacan la presentación del proyecto en 1959 de creación de una escuela primaria rural provincial en el paraje "El balneario", que se llevaría a cabo en 1964 cuando se inaugura la escuela número 215, conocida con el nombre "Los colonos".
Asimismo se destacan también sus gestiones para llevar a cabo  estudios para la provisión de agua corriente en Luis Beltrán en 1961, la sanción de la ley n.° 14 orientada a un proyecto colonizador, el proyecto experimental  de educación rural n.° 1, la llegada de las hermanas Canossianas, la creación del magisterio, entre otras.
Tras una gran labor comunitaria Nicolás "Casito" Costanzo falleció el 30 de abril del año 2020, quien había sido declarado ciudadano ilustre por la Legislatura de la Provincia de Río Negro en marzo del año 2018.

## Referencias

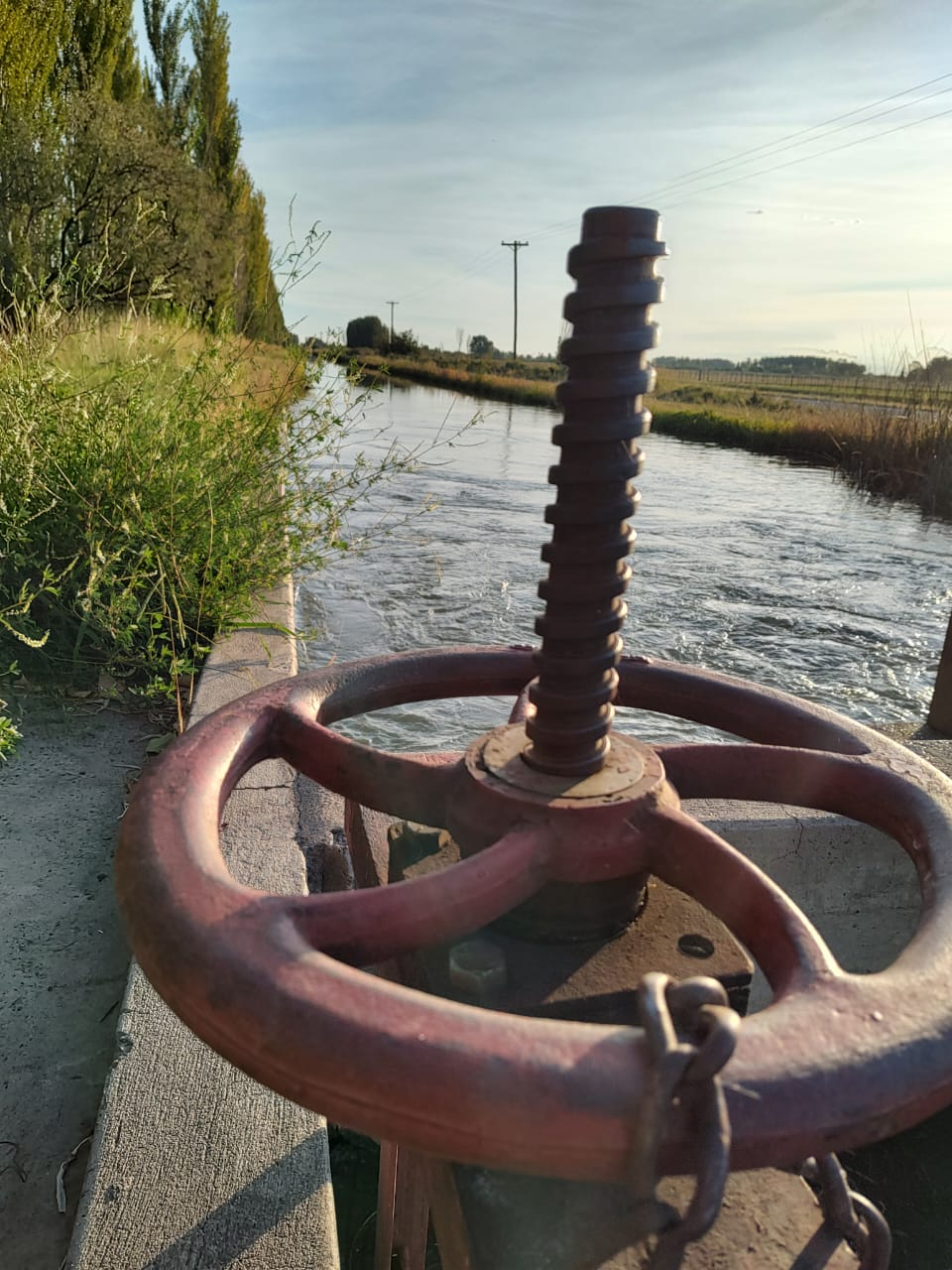
Canal